# 馬爾特·西曼

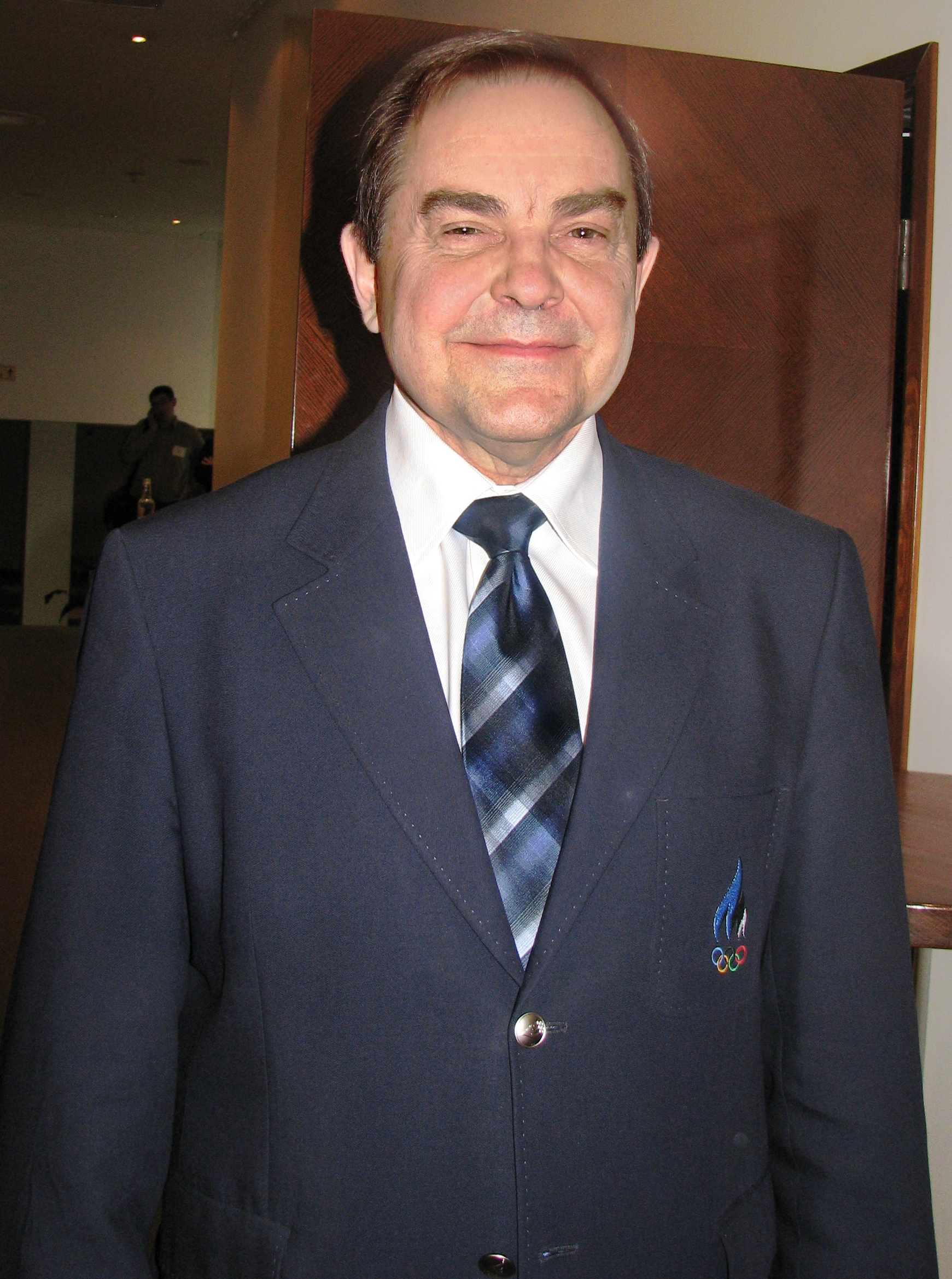
馬尔特·西曼，2010年

馬尔特·西曼（1946年9月21日—），愛沙尼亞政治家，曾於1997年至1999年間擔任愛沙尼亞總理職位。他自2001年起擔任愛沙尼亞奧林匹克委員會主席。
他在1965年至1971年就讀於塔爾圖大學，並於1971年以語言學家暨心理學家之姿畢業。他亦曾任愛沙尼亞國會議員。

## 荣誉

### 爱沙尼亚勋章奖章
- 二等国徽勋章（英语：Order of the National Coat of Arms）（2001年2月2日批准，2001年2月23日颁发[2]）